# Unión Internacional de Ciencia Psicológica
La Unión Internacional de Ciencia Psicológica (en inglés, International Union of Psychological Science), también conocida por sus siglas IUPsyS es una federación internacional de asociaciones nacionales de psicología. Se trata de una asociación para la promoción de la investigación científica en el ámbito de la psicología.

## Organización y funciones
Son miembros de la IUPsyS 93 asociaciones o consorcios nacionales de psicología, 7 organizaciones regionales y 19 organizaciones científicas "afiliadas".
Desde 1952 es miembro del Consejo Internacional para la Ciencia y del Consejo Internacional para las Ciencias Sociales.
Desde 2018 es miembro del Consejo Científico internacional [https://council.science/]
Los objetivos de la IUPsyS, según el artículo 6 de sus Estatutos, son:
- Mejorar y promover el desarrollo de la psicología científica y de la profesión de psicólogo.
- Intercambio de ideas e información científica entre los psicólogos de los diferentes países.
- La organización del Congreso Internacional de Psicología y otros eventos sobre temas de interés general o especial de la psicología.
- Difundir el conocimiento psicológico a través de la actividad periodística.
- Promover el intercambio de publicaciones y otras comunicaciones entre los distintos países.
- Promover la excelencia en los estándares para la educación, formación, investigación y aplicaciones de la psicología.
- Promover el desarrollo de los investigadores y las organizaciones nacionales.
- Promover los intercambios internacionales, especialmente entre los estudiantes y jóvenes investigadores.
- Cooperación con otras organizaciones internacionales, regionales y nacionales sobre temas de interés mutuo.

La IUPsyS publica también la revista, "The International Journal of Psychology" (IJP), fundada en 1966.

## Comité Ejecutivo 2022-2024
- Germán Gutiérrez, Presidente, Colombia
- Pam Maras, Expresidente, UK.
- Ava Thompson, Secretaria General, Bahamas.
- Amanda Clinton, Tesorera, EE. UU.
- Gregoire Borst, Member, France
- Simon Crowe, Member, Australia
- Rozainee Khairudin, Member, Malaysia
- Brigitte Khoury, Member, Lebanon
- Martina Klicperová, Member, Czech Republic
- Prakash Padakannaya, Member, India
- Robertas Povilaitis, Member Lithuania
- Marizaida Sanchez-Cesareo, Member, Puerto Rico
- Hanako Suzuki, Member, Japan
- Andrew Ezadueyan Zamani, Member, Nigeria

## Historia[4]
La organización surgió a partir de los Congresos Internacionales de Psicología, llevados a cabo regularmente desde 1889. Inicialmente hubo un Comité Permanente, que coordinó la orientación y el diseño del programa de los congresos. En 1905, el Comité contaba ya con 16 países miembros y representantes de 76. A partir de 1932 (X. Congreso) se estableció un Comité Ejecutivo de siete miembros y fue designado un secretario como representante general. Su primer secretario fue el suizo Édouard Claparède hasta su muerte en 1940, y luego se hizo cargo de esta función el estadounidense Herbert S. Langfeld. En 1948 se decidió crear la organización por 1951 contra 13, aprobando el Congreso el Acta Constitutiva, con 11 países miembros fundadores. El nombre de la sociedad fue, hasta 1965, International Union of Scientific Psychology (Unión Internacional de Psicología Científica).

## Congresos Internacionales de Psicología
La primera conferencia fue una iniciativa de Julian Ochorowicz, que en 1881 organizó los actos de Théodule A. Ribot.

### Congresos antes de la creación de una sociedad internacional[6]
- I. París 1889 (Jean Martin Charcot, Théodule A. Ribot)
- II. Londres 1892 (Henry Sidgwick)
- III. Múnich 1896 (Carl Stumpf)
- IV. París 1900 (Théodule A. Ribot)
- V. Roma 1905 (Giuseppe Sergi, Presidente de Honor Leonardo Bianchi)
- VI. Ginebra 1909 (Théodore Flournoy)
- VII. Oxford 1923 (Charles S. Myers)
- VIII. Groningen 1926 (Gerardus Heymans)
- IX. New Haven 1929 (James McKeen Cattell)
- X. Copenhague 1932 (Harald Höffding, Edgar Rubin)
- XI. París 1937 (Henri Pieron, Presidente de Honor: Pierre Janet)
- XII. Edimburgo 1948 (James Drever Sr.) se toma la decisión de establecer la Sociedad Internacional
- XIII. Estocolmo 1951 (David Katz) Estatutos de la Sociedad Internacional

### Congresos de la International Union of Scientific Psychology - a partir de 1965 International Union of Psychological Science
- XIV Montreal 1954 (Edward A. Bott, Edward C. Tolman )
- XV. Bruselas 1957 (Albert Michotte)
- XVI. Bonn 1960 (Wolfgang Metzger, Presidente de Honor: Karl Bühler)
- XVII. Washington 1963 (Otto Klineberg, Presidente de Honor: Edwin G. Boring)
- XVIII. Moscú, 1966 (Aleksei N. Leontiev)
- XIX. Londres 1969 (George C. Drew)
- XX. Tokio 1972 (Moriji Sagara)
- XXI. París 1976 (Paul Fraisse)
- XXII. Leipzig 1980 (Friedhart Klix)
- XXIII. Acapulco 1984 (Rogelio Díaz-Guerrero)
- XXIV. Sídney 1988 (Peter Sheehan)
- XXV. Bruselas 1992 (Paul Bertelson y Géry d'Ydewalle)
- XXVI. Montreal 1996 (David Bélanger)
- XXVII. Estocolmo 2000 (Lars-Göran Nilsson)
- XXVIII. Beijing 2004 (Quicheng Jing)
- XXIX. Berlín, 2008 (Peter A. Frensch)
- XXX. Ciudad del Cabo 2012 (Saths Cooper)
- XXXI. Yokohama 2016 (Kazuo Shigemasu), https://psych.or.jp/icp2016/
- XXXII. Online 2020+ (Stanislav Štech), https://www.icp2020.com/

Previstos
- XXXIII. Praga 2024 (Stanislav Štech), https://icp2024.com/
- XXXIV. Melbourne 2028, https://www.iupsys.net/events/international-congress-of-psychology/

## Presidentes Anteriores
- Pam Maras, Reino Unido (2018-2022)
- Saths Cooper, Sur Africa (2012-2018)
- Rainer K. Silbereisen, Alemania (2008-2012)
- J. Bruce Overmier, EE.UU (2004-2008)
- Michel Denis, Francia (2000-2004)
- Gerry d’Ydewalle, Bélgica (1996-2000)
- Kurt Pawlik, Alemania (1992-1996)
- Mark R. Rosenzweig, EEUU (1988-1992)
- Wayne H. Hotlzman, EEUU (1984-1988)
- F. Klix, RDA (1980-1984)
- Arthur Summerfield, Reino Unido (1976-1980)
- Jozef Nuttin, Bélgica (1972-1976)
- Roger W. Russell, EEUU (1969-1972)
- Paul Fraisse, Francia (1966-1969)
- James Drever, Reino Unido (1963-1966)
- Otto Klineberg, EEUU (1960-1963)
- Albert Michotte, Bélgica (1957-1960)
- Jean Piaget, Suiza (1954-1957)
- Henri Piéron, Francia (1951-1954)